# Карагёз (село)
Карагёз (азерб. Qaragöz) — село в административно-территориальном округе Зангеланского района Азербайджана.

## География
Деревня находится на берегу Басутчая, на равнине.

## История
В ходе Первой карабахской войны, в 1993 году село было занято армянскими вооружёнными силами, и до ноября 2020 года находилось под контролем непризнанной НКР. 9 ноября 2020 года, в ходе Второй карабахской войны, президент Азербайджана объявил об освобождении села Карагёз вооружёнными силами Азербайджана.